# فريديريك هنري والتر
فريديريك هنري والتر (بالفرنسية: Frédéric Henri Walther)‏ هو عسكري فرنسي، ولد في 20 أغسطس 1761 في أوبينهيم في فرنسا، وتوفي في 24 نوفمبر 1813 في كوزل في ألمانيا.